# Cima di Corborant
La Cima di Corborant è una montagna delle Alpi Marittime alta 3010 m. Assieme al Monte Tenibres è l'unica vetta che supera i 3.000 m nel tratto dalla Testa Malinvern al Colle della Maddalena.

## Caratteristiche
Si trova sullo spartiacque alpino principale, sul confine tra Italia e Francia. Dal lato italiano si trova nel comune di Vinadio, nell'alta valle Stura di Demonte in provincia di Cuneo, mentre dal lato francese si trova nel comune di Saint-Étienne-de-Tinée, nella valle della Tinea.
La vetta sorge in un tratto ove lo spartiacque ha direzione nord-sud. Dal vicino Becco Alto d'Ischiator la cresta scende alla forcella d'Ischiator, risale alle cime d'Ischiator, e da qui scende al passo d'Ischiator (2860 m). Da questo punto, la cresta sale decisa verso la vetta della Cima di Corborant, da dove discende nuovamente verso il passo del Corborant (2925 m). Da qui la cresta procede con saliscendi verso sud.
Dalla vetta dirama verso est (versante italiano) una dorsale secondaria, che arriva alla punta Gioffredo e qui si biforca: un ramo prosegue verso est in direzione del monte Laroussa, mentre l'altro scende in direzione nord-est andando a digradare verso il vallone dell'Ischiator, nel quale va a morire in corrispondenza del Lago Inferiore dell'Ischiator e del rifugio Migliorero. Tra questi due rami è compreso il vallone di Laroussa.
Verso ovest, invece, la montagna si collega quasi direttamente a tre cime secondarie, le Cimes des Chalances, il cui versante occidentale scende dirupato verso il sottostante Lac de Rabuons, ove sorge il francese rifugio Rabuons.
Dal punto di vista geologico, la montagna è costituita da alcune delle formazioni più antiche del complesso detto massiccio cristallino dell'Argentera. Si tratta infatti di gneiss a plagioclasio e biotite del periodo archeozoico associati ad anfiboliti (gneiss di Laroussa), con alcuni affioramenti di gneiss occhiadini e listati a biotite (gneiss dei Rabuons).
L'origine del toponimo è incerta.

## Ascensione alla vetta
La via normale si sviluppa sui versanti sud ed ovest, con avvicinamento dal vallone di san Bernolfo. Dalla località omonima si risale in direzione dei laghi Lausfer, seguendo prima il sentiero P23, poi il sentiero P47.. Dal lago Lausfer superiore si distacca una traccia di sentiero che conduce al passo del Corborant. Da qui si risale seguendo una cengia sul versante ovest, fino ad un canale sulla destra, che si risale, superando alcuni massi instabili verso la sommità, fino alla vetta. L'itinerario è di tipo alpinistico, con grado di difficoltà complessivo valutato in F, e passaggi su roccia fino al II grado sulla cengia e nel canalone finale.
È possibile salire anche dal vallone d'Ischiator. Si segue il sentiero P26 fino al lago superiore d'Ischiator, dove lo si lascia per risalire un canalino che conduce alla forcella che, sulla cresta est, separa la cima Corborant dalla punta Gioffredo. Da qui si risale la cresta fino alla vetta. Questo itinerario, pure alpinistico, ha difficoltà totale F+. La forcella sulla cresta est è raggiungibile anche dal versante di San Bernolfo, risalendo dal lago Lausfer superiore.
Il punto d'appoggio più vicino dal versante italiano è il già citato rifugio Migliorero (2094 m) nel vallone d'Ischiator.

### Cartografia
- Cartografia ufficiale dell'Istituto Geografico Militare in scala 1:25.000 e 1:100.000, consultabile on line
- Sistema Informativo Territoriale della provincia di Cuneo, su base cartografica 1:10.000
- Istituto Geografico Centrale - Carte dei sentieri 1:50.000 n.7 "Valli Maira - Grana - Stura" e 1:25.000 n. 112 "Valle Stura - Vinadio - Argentera"